# Tergissima montanensis
Tergissima montanensis är en fjärilsart som beskrevs av Johnson 1988. Tergissima montanensis ingår i släktet Tergissima och familjen juvelvingar. Inga underarter finns listade i Catalogue of Life.